# Bilal Gündoğdu
Bilal Gündoğdu (* 1. März 1994 in Kaman, Kırşehir) ist ein türkischer Fußballspieler.

## Karriere
Gündoğdu kam im  Landkreis Kaman, in der Provinz Kırşehir auf die Welt und zog im Kindesalter mit seiner Familie in die türkische Hauptstadt Ankara. Hier begann mit dem Vereinsfußball in der Jugend von MKE Ankaragücü. Nachdem Ankaragücü ab dem Herbst 2011 in finanzielle Engpässe geriet und über lange Zeit die Spielergehälter nicht zahlen konnte, verließen viele Spieler den Verein. So musste der Vorstand die abgewanderten Spieler durch Talente aus der Reservemannschaft und den Jugendmannschaften ersetzen. Auch die meisten eingesetzten Talente wurden von anderen Klub abgeworben, sodass man zu jeder neuen Transferperiode immer neue Spieler aus der Jugend in die Profimannschaft aufnehmen musste. So erhielt auch Gündoğdu im Oktober 2012 einen Profi-Vertrag und zählte von da ab zum Profi-Kader. Sein Profidebüt gab er während der Zweitligapartie vom 1. Dezember 2012 gegen Boluspor.